# Josef Faist
Josef Faist (* 23. April 1950 in Gratwein) ist ein österreichischer Pädagoge.

## Leben
Er besuchte von 1956 bis 1960 die Volksschule Gratwein und von 1960 bis 1968 das Bischöfliche Gymnasium Graz. Nach der Matura am 14. Juni 1968 studierte er ab 1968 an der KFU Graz das Fach Theologie im Priesterseminar (bis 1970) und in diesem Rahmen Jungschararbeit in der Grazer Marienpfarre bei Kaplan Wolfgang Pucher, Umstrukturierung der Jungschar Graz, Begründung des „aktionsteams der kjs-graz“, 1. Teamleiter. Zugleich mit dem Theologiestudium an der Karl-Franzens-Universität Graz besuchte er von 1970 bis 1972 die Pädagogische Akademie des Bundes in Graz. Aushilfsweise hielt er  Religionsunterricht an der VS Schirning. Am 12. Juni 1972 legte er die Lehramtsprüfung für Volksschulen, ao. Lehrbefähigung für RU ab. 1972 wurde er Volksschullehrer und Religionslehrer in Neudorf bei Passail und begründete und leitete den Katechetenarbeitskreis im Dekanat Rein. 1973 erhielt er die ordentliche Lehrbefähigung für den RU an Volksschulen.
Am 1. September 1973 erhielt er die Dienstzuweisung an die Rel. päd. Akademie der Diözese in Graz. 1976 erhielt er die Lehrbefähigung für den RU an Hauptschulen. Am 1. Januar 1977 wurde er prov. Professor im Personalstand der Päd. Akademien. Er war 1. Übungsschullehrer an der RPA beim Institut der Schulschwestern zu Graz und Lehrer für Grundschuldidaktik, Kirchengesang, Medienkunde, außerschulisch kirchliche Kinderarbeit, Praxisbetreuung und -koordination. Seit 1973 ist er Referent in der diözesanen Erwachsenenbildung (Familienreferat, Bildungswerk, Pastoralamt). Ab 1974 waren  Mitarbeiter und Referent der Katechetenfortbildung in den steirischen Dekanaten und der Diözese (Religionspädagogisches Institut). Ab 1975 war er Referent für Katechetenfortbildung im Burgenland, Begleitung regionaler Fortbildungim Süden (Stegersbach-Oberwart-Oberpullendorf).
Am 1. September 1981 wurde er mit der Leitung des Rel. päd. Institutes Graz (Vertreter und Sprecher der ÖRPI beim Deutschen Katechetenverein) beauftragt. Am 3. November 1988 erhielt er das Absolutorium Fachtheologie KFU Graz. Am 1. Juni 1990 wurde durch den Herrn Bundespräsidenten zum Direktor des RPI Graz ernannt. Am 30. September 2006 erhielt er das Dekret zum Diplompädagogen für das Lehramt an Volksschulen. Am 1. Oktober 2010 ging er in Pension als Professor an Pädagogischen Hochschulen und RPI Direktor der Diözese Graz-Seckau. Am 23. März 2011 wurde ihm der Berufstitel Hofrat durch den Bundespräsidenten verliehen. Am 15. August 2015 erhielt er das Ernennungsdekret zum Lehrbeauftragten für den Hochschullehrgang Religionspädagogik an der Philosophisch-Theologischen Hochschule Benedikt XVI. Heiligenkreuz, wo er bis zu seiner Emeritierung 2019 lehrte.

## Ehrungen und Auszeichnungen
- 17. Dezember 1999 Ehrenzeichen vom Hl. Martinus in Silber der Diözese Eisenstadt
- 30. Mai 2007 Goldenes Ehrenzeichen des Landes Steiermark
- 3. September 2018 Ehrenzeichen der Diözese Graz-Seckau